# Gartner
Gartner je priimek v Sloveniji, ki ga je po podatkih Statističnega urada Republike Slovenije na dan 1. januarja 2010 uporabljalo 361 oseb in je med vsemi priimki po pogostosti uporabe uvrščen na 1.010. mesto.

## Znani slovenski nosilci priimka
- Aleš Gartner (1948—1993), smučarski trener
- Anica Gartner (1905—2003), književnica (ljudska pesnica, pisateljica)
- Anže Gartner (*2001), alpski smučar
- Borut Gartner, ljudski igralec in režiser (Škofjeloški pasijon)
- Boštjan Gartner (*1966), kitarist, kantavtor
- Filip Gartner (*1939), smučarski trener
- Franc Gartner (1906—1992), kolesar
- Gregor Gartner
- Iztok "faking" Gartner, novinar, glasbenik, TV-voditelj, igralec, bloger ...
- Janez Gartner, meteorolog, fotograf?
- Jernej Gartner in Brigita (Babnik) Gartner, arhitekta
- Jože Gärtner, inovator, lesarski tehnolog
- Roman Gartner, stenograf
- Sergeja Gartner (*1988), slikarka, likovna pedagoginja
- Smiljana Gartner, filozofinja, doc. dr. UM

## Znani tuji nosilci priimka
- Jo Gartner (1954 - 1986), avstrijski dirkač Formule 1